# فرودگاه سام مبکو
فرودگاه سام مبکو (به انگلیسی: Sam Mbakwe Airport) (به زبان بومی: Imo Airport) یک فرودگاه همگانی با کد یاتا QOW است که یک باند فرود آسفالت دارد و طول باند آن ۲۷۰۰ متر است. این فرودگاه در شهر اووری کشور نیجریه قرار دارد و در ارتفاع ۱۱۴ متری از سطح دریا واقع شده است.